# Chenjerai Hove

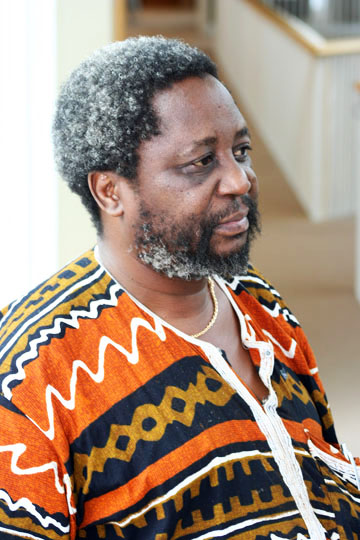
Chenjerai Hove, 2007

Chenjerai Hove, född 9 februari 1956 i Mazvihwa nära Zvishavane i Zimbabwe (dåvarande Sydrhodesia), död 12 juli 2015 i Stavanger, Norge, var en zimbabwisk författare. Han var utbildad till lärare och arbetade även som förlagsredaktör.
Han utgav först två diktsamlingar, Up in Arms (1982) och Red Hills of Home (1985). 1988 utkom hans debutroman Ben, som vann Nomapriset för årets bästa afrikanska roman. Romanen är ett drama för många röster med många scenväxlingar.
Som så många andra tvingades Chenjerai Hove lämna Robert Mugabes Zimbabwe och levde under senare tid i exil i Norge.

## Verk översatta till svenska
- 1988 - Bones (Ben, översättning av Ulf Gyllenhak, Legenda, 1990)
- 1991 - Shadows (Skuggor, översättning av Roy Isaksson, Symposion, 1995)
- Dikter i tidskrifterna Post scriptum, 2005: nr 3/4, och Horisont, årg. 60 (2013): nr 2